# Club social
Un club social és un lloc on un grup de persones es reuneixen, generalment al voltant d'un interès comú (per exemple, la caça, la pesca, la política, la caritat o del treball). Per extensió, la paraula pot passar a designar l'organització mateixa. La finalitat principal és la socialització o el lleure.
Alguns tenen una tradicional casa club, bar o restaurant on es reuneixen els membres, altres no. Poden ser organitzats com associació amb ànim de lucre, sense ànim de lucre, o una combinació d'ambdues.